# Королевская аудиенсия Боготы
Королевская аудиенсия и канцелярия Санта-Фе де Боготы (исп. Audiencia y Cancillería Real de Santafé) — суд апелляционной инстанции и административная структура в Испанской Америке.

## История
Аудиенсия была создана королевским указом от 1549 года и подчинялась вице-королевству Перу; под её юрисдикцией находилась территория, примерно соответствующая современным государствам Колумбия и Венесуэла. В связи с тем, что способностей местных кадров не хватало для контроля над обширной территорией, метрополия до 1558 года пробовала присылать им на помощь чиновников из Испании (Visitadores), но эта практика себя не оправдала, и с 1564 года в Аудиенсию стал назначаться президент, фактически исполнявший функции губернатора.
В 1715 году члены Аудиенсии восстали против президента дона Франсиско Менесеса Браво де Саравиа. Конфликт был разрешён путём выделения в 1719 году из состава вице-королевства Перу нового вице-королевства Новая Гранада и переводом Аудиенсии в подчинение Новой Гранаде. С 1740 года вице-король Новой Гранады стал по совместительству занимать пост и президента Аудиенсии.